# Eric Lane
Eric Lane (Oakland, 6 gennaio 1959) è un ex giocatore di football americano statunitense che ha militato nel ruolo di running back nella National Football League (NFL).

## Carriera
Nel Draft NFL 1981, Lane fu scelto nel corso dell'ottavo giro (196º assoluto) dai Seattle Seahawks. Vi giocò per tutta la carriera fino al 1987 e fu membro della squadra del 1983 che raggiunse per la prima volta i playoff nella storia della franchigia. La sua miglior stagione a livello statistico fu tuttavia quella successiva, in cui corse 299 yard e segnò tutti e 4 i touchdown della carriera.